# 鮑得勝
鮑得勝（英語：Frank Bartolatto，1949年3月31日—2013年11月24日），義大利裔美國人，戒毒後成為牧師，在臺灣花蓮縣秀林鄉與妻子創立主愛之家，幫助他人戒毒。

## 生平
鮑得勝為美國密西根州人，義大利西西里裔美籍第二代。
鮑得勝十七歲當兵時在越南染上毒癮，於1969年移調臺灣。當時他於臺北美軍招待所邂逅一名正在吃披薩、長髮過腰，戴著特大號耳環的臺灣少女Annie。本名張麗英的這少女出身花蓮富裕家庭，中學時開始吸食西可巴比妥（Secobarbital） 、甲喹酮。她被教會中學退學後，從花蓮到台北遇到鮑得勝，跟著他抽大麻。雖然這女生常在神智不清的情況下做出傷害自己的事，鮑得勝仍舊被其氣質吸引，倆人相愛、結縭。越戰結束後兩人結婚，婚後定居美國。
1970年代嬉皮風鼎盛，夫妻便到泰國抽起嗎啡、鴉片。鮑得勝回憶說，那時薪水袋一到手，夫妻倆第一件事，就是趕緊購足整個月份量的毒品。張麗英則在泰國三年中往返臺灣十餘次，每次將毒品縫在大衣下襬，或者塞在當年流行的麵包鞋的大鞋跟中夾帶到臺灣。
夫婦返回美國後因毒品價格高，淪為毒販以賺取免費毒品自用。隨著經濟每況愈下等痛苦光景，婚姻生活亮起紅燈，就在快以離婚收場時，兩人尋求醫生Hedy希望解決不孕症。藉由宗教的力量，他們於1978年戒毒，返身投入街頭福音天使行列，到舊金山田德隆區救護流鶯、皮條客、吸毒同性戀者。戒毒數年後，張麗英生下鮑永勝。
張麗英一次回家鄉時，發現昔日受她影響而吸毒的弟弟仍被毒品嚴重綑綁不能自拔，造成家人心力交瘁，於是她將自己新店住所免費釋出，作為輔導戒毒及傳福音的基地，在1984年以100元美金成立「主愛之家戒毒中心」，一年後，新店場地不敷使用，遷徙到花蓮縣秀林鄉，由基督教芥菜種會以每個月1元美金租給他們使用。此單位以幫助戒毒人重回社會為定位，凡十二歲至六十歲有心戒除吸毒者，由中心提供食宿及技藝訓練。他並在花蓮市舊鐵道商圈開了一間異國料理餐廳，以「尼西」在《聖經》中代表「得勝者」之意，取名「尼西廚房」，由戒毒者來此接受過職訓，回歸社會。曾受鮑得勝幫助的鄧昇文回想，因鮑得勝能以自身經驗協助他人戒毒，雖到主愛之家很多都是江湖人物，但只要鮑得勝出現，眾人總乖乖聽話。
1989年10月14日，花蓮縣秀林鄉佳民村1號的主愛之家，鮑得勝升任牧師。由於他是基督教七個不同教派的牧師按立，所以成為一個超教派的牧師。
1991年3月15日，鮑得勝、張麗英一同獲頒吳尊賢愛心獎，受台北市長黃大洲接見。
作家賴樹明將鮑得勝、張麗英故事寫成《毒獄重生：一對異國夫婦的吸毒告白》，獲吳大猷、林洋港、宋楚瑜、吳伯雄、馬英九等人推薦，並由連戰領銜寫序，於1995年10月21日舉行新書發表會。十年後，賴樹明將主愛之家成功戒毒者的故事寫成《迷毒羔羊：心靈親吻過的生命》，於2006年9月2日舉行新書發表會。
鮑得勝有心血管疾病和氣喘問題，平時隨身攜帶藥物及氧氣瓶控制，但2013年11月23日晚，他正從花蓮港長老教會準備到工廠探視時，心想兩地距離不遠，沒帶氧氣瓶，卻日夜溫差大，意外就在途中氣喘發作。鮑牧師送醫急救後，雖一度恢復血壓及心跳，但無法自主呼吸，24日上午11時許病逝，享壽六十四歲。
鮑得勝生前夢想擁有一部哈雷機車，並跟妻子承諾要騎車載她環島。12月6日告別式上，教友們做了一部木製哈雷，車牌FB－331，代表鮑牧師英文名字Frank Bartolatto的縮寫與生日3月31日，望他在天堂能騎著這部機車縱意奔馳。
總統馬英九頒發褒揚令，表揚其「堅毅篤志，樂善博施」，2014年2月24日於花蓮縣議會舉行褒揚典禮。張麗英從外交部東部辦事處長陳進賢手中接下褒揚令，並承諾會繼承亡夫遺志，持續關愛戒癮者。

## 著作
- 鮑得勝. . 宇宙光出版社. 1990. ISBN 9579695377.